# U
U je dvaindvajseta črka slovenske abecede.

## PomeniU
- simbol za kemijski element uran.
- okrajšava za enoto atomske mase.
- oznaka za notranjo energijo.
- oznaka za električno napetosti